# بارويري
بارويري هي مدينة، وبلدية في البرازيل، تتبع ساو باولو، بلغ عدد سكانها 208٬281  نسمة، في 2000، تبلغ مساحتها 65 كيلومتر مربع، رمزها البريدي هو 06401–06485.

## الموقع
تشترك في الحدود مع:
- كارابيكويبا
- إيتابيفي
- ساو باولو
- جانديرا.

## مدن توأم
المدن التوأم:
- Berilo [الإنجليزية]‏.